# Katherine Tai
Katherine Chi Tai (* 18. března 1974 Connecticut) je americká advokátka, která od března 2021 zastává úřad vládní zmocněnkyně pro obchod Spojených států amerických ve vládě Joea Bidena, jakožto první Američanka asijského původu.

## Mládí a vzdělání
Tai se narodila 18. března 1974 v Connecticutu. Vyrůstala ve Washingtonu, kde navštěvovala školu Sidwell Friends School. Její rodiče se narodili v Číně, vyrůstali na Tchaj-wanu a později emigrovali do Spojených států amerických. Tai mluví plynně standardní čínštinou. V roce 1996 získala titul Bachelor of Arts v oboru historie na Yaleově univerzitě. Po ukončení bakalářského studia vyučovala do roku 1998 angličtinu na Sunjatsenově univerzitě. Tai pokračovala ve studiu na Harvard Law School, kde v roce 2001 získala titul Juris Doctor.
Po ukončení Harvard Law School pracovala v několika advokátních kancelářích, včetně Powell Goldstein, Sidley Austin, Baker McKenzie a Miller & Chevalier, a působila jako úřednice u okresních soudů ve Washingtonu, D.C. a Marylandu.

## Vládní zmocněnkyně pro obchod

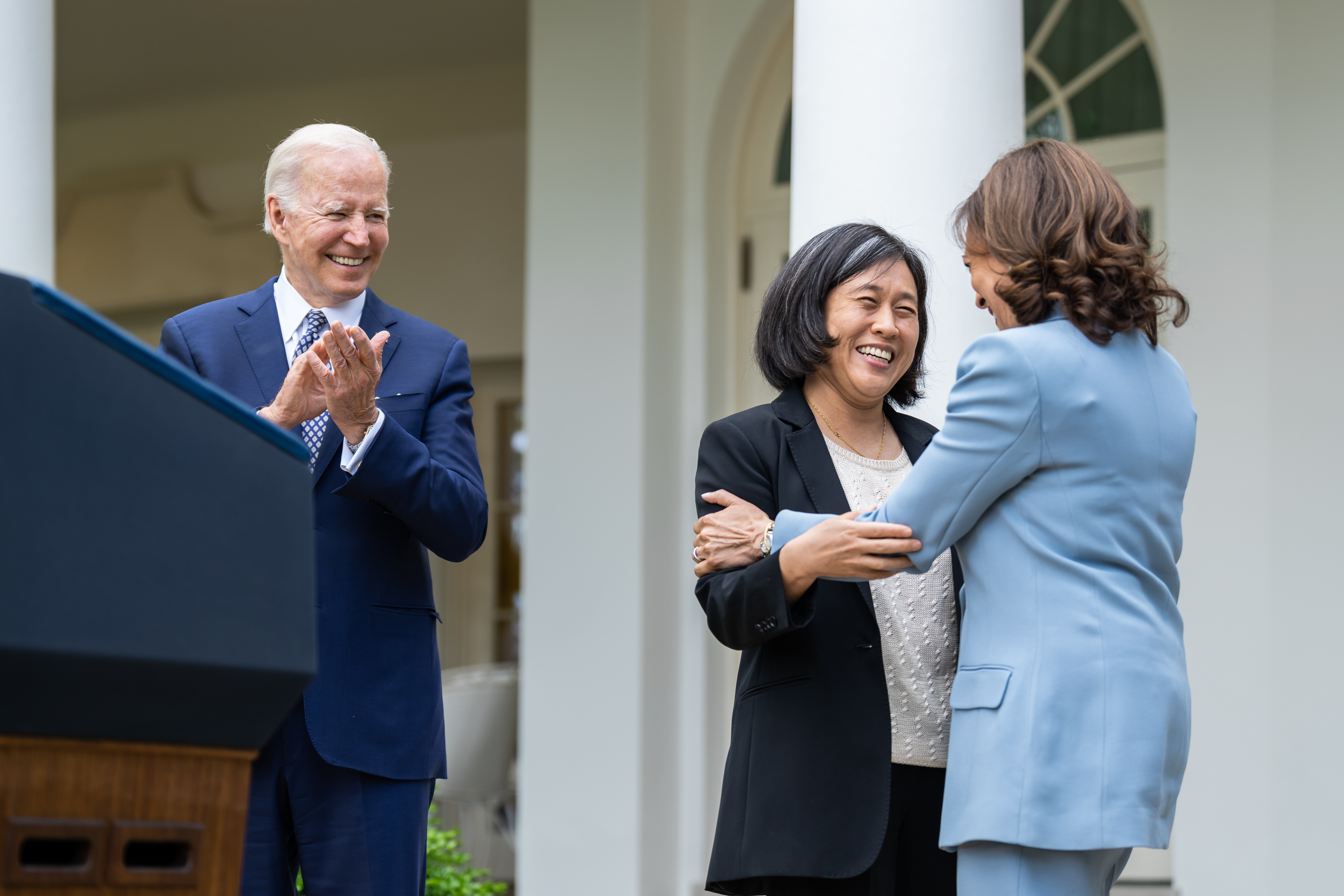
Tai s prezidentem Joem Bidenem a viceprezidentkou Kamalou Harris (2022)

Zvolený prezident Joe Biden oficiálně zveřejnil záměr její nominace v prosinci 2020. Tai byla popsána jako „zapřísáhla progresivistka“ a „tvůrkyně konsensu, která může pomoci překlenout rozdílné názory Demokratické strany na obchod“.
Slyšení před finančním výborem Senátu se konalo 25. února 2021. Dne 17. března 2021 byla nominace potvrzena poměrem 98:0; senátoři Bernie Sanders a Mazie Hirono se hlasování nezúčastnili. Stala se tak jedinou členkou Bidenovy vlády, která získala jednomyslnou podporu.
Tai složila přísahu 18. března 2021. V červnu 2021 se Tai stala prvním vládním zmocněncem pro obchod, který oslovil odborovou organizaci AFL-CIO, což bylo označeno za snahu o obnovení vztahů Kanceláře vládního zmocněnce pro obchod s odbory. Jako vládní zmocněnkyně pro obchod je Tai spolupředsedkyní Rady pro obchod a technologie od jejího vzniku v roce 2021.